# Vaudreuille
Pour l’article ayant un titre homophone, voir Vaudreuil.
Vaudreuille est une commune française située dans l'est du département de la Haute-Garonne, en région Occitanie.
Sur le plan historique et culturel, la commune est dans le Lauragais, l'ancien « Pays de Cocagne », lié à la fois à la culture du pastel et à l’abondance des productions, et de « grenier à blé du Languedoc ». Exposée à un climat océanique altéré, elle est drainée par le Laudot et par divers autres petits cours d'eau. La commune possède un patrimoine naturel remarquable composé de deux zones naturelles d'intérêt écologique, faunistique et floristique.
Vaudreuille est une commune rurale qui compte 385 habitants en 2022, après avoir connu une forte hausse de la population depuis 1975. Elle fait partie de l'aire d'attraction de Revel. Ses habitants sont appelés les Vaudreuillois ou  Vaudreuilloises.
Le patrimoine architectural de la commune comprend trois  immeubles protégés au titre des monuments historiques : la chapelle Saint-Martin de Vaudreuille, inscrite en 1996, le barrage de Saint-Ferréol, inscrit en 1997, et la centre national de vol à voile de la Montagne Noire, inscrite en 2009.

## Géographie

### Localisation
La commune de Vaudreuille se trouve dans le département de la Haute-Garonne, en région Occitanie.
Elle se situe à 48 km à vol d'oiseau de Toulouse, préfecture du département, et à 4 km de Revel, bureau centralisateur du canton de Revel dont dépend la commune depuis 2015 pour les élections départementales.
La commune fait en outre partie du bassin de vie de Revel.
Les communes les plus proches sont : 
La Pomarède (3,5 km), Revel (4,1 km), Labécède-Lauragais (4,3 km), Tréville (5,1 km), Les Brunels (6,0 km), Roumens (6,1 km), Issel (6,6 km), Puginier (6,9 km).
Sur le plan historique et culturel, Vaudreuille fait partie du Lauragais, occupant une vaste zone, autour de l’axe central que constitue le canal du Midi, entre les agglomérations de Toulouse au nord-ouest et Carcassonne au sud-est et celles de Castres au nord-est et Pamiers au sud-ouest. C'est l'ancien « Pays de Cocagne », lié à la fois à la culture du pastel et à l’abondance des productions, et de « grenier à blé du Languedoc ».
La commune est limitrophe des départements de l'Aude et du Tarn.
Les communes limitrophes sont  La Pomarède, Labécède-Lauragais, Les Brunels et Revel.
|                    | Revel                     | Sorèze (Tarn, par un quadripoint) |
| La Pomarède (Aude) | Vaudreuille               | Les Brunels (Aude)                |
|                    | Labécède-Lauragais (Aude) |                                   |

### Hydrographie
La commune est drainée par le Laudot, un bras du Laudot, le ruisseau de Bascaud, le ruisseau de Bascaud, le ruisseau de Bascaud, le ruisseau de Lasprades, le ruisseau de Las Taillados, le ruisseau de Poutou et par divers petits cours d'eau, constituant un réseau hydrographique de 24 km de longueur totale,.
Le Laudot, d'une longueur totale de 22,9 km, prend sa source dans la commune des Les Cammazes (81) et s'écoule vers l'ouest puis se réoriente au nord. Il traverse la commune et se jette dans le Sor à Garrevaques (81), après avoir traversé 10 communes.
Une partie du lac de Saint-Ferréol est situé sur la commune.

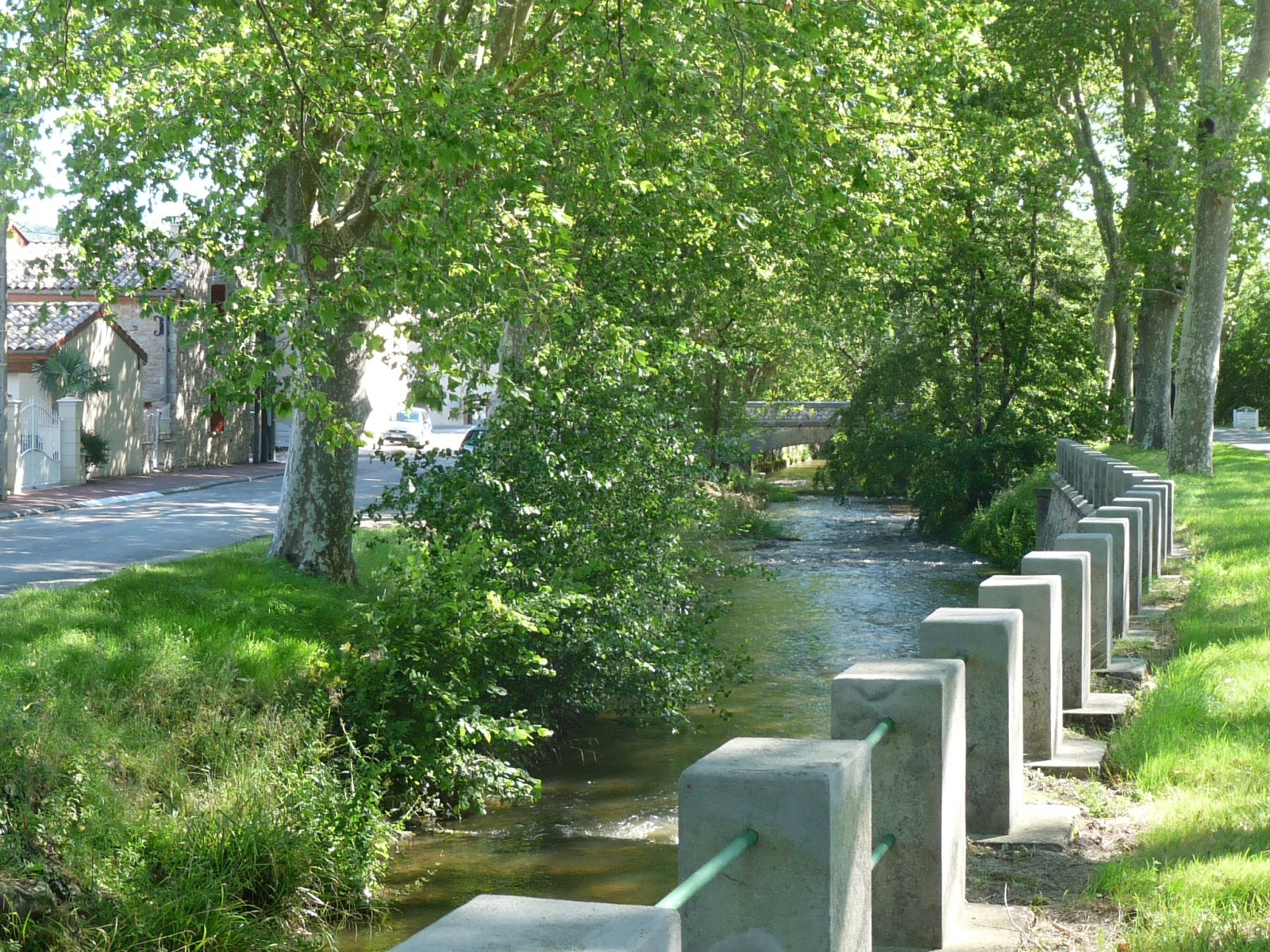
Le Laudot en amont du bourg
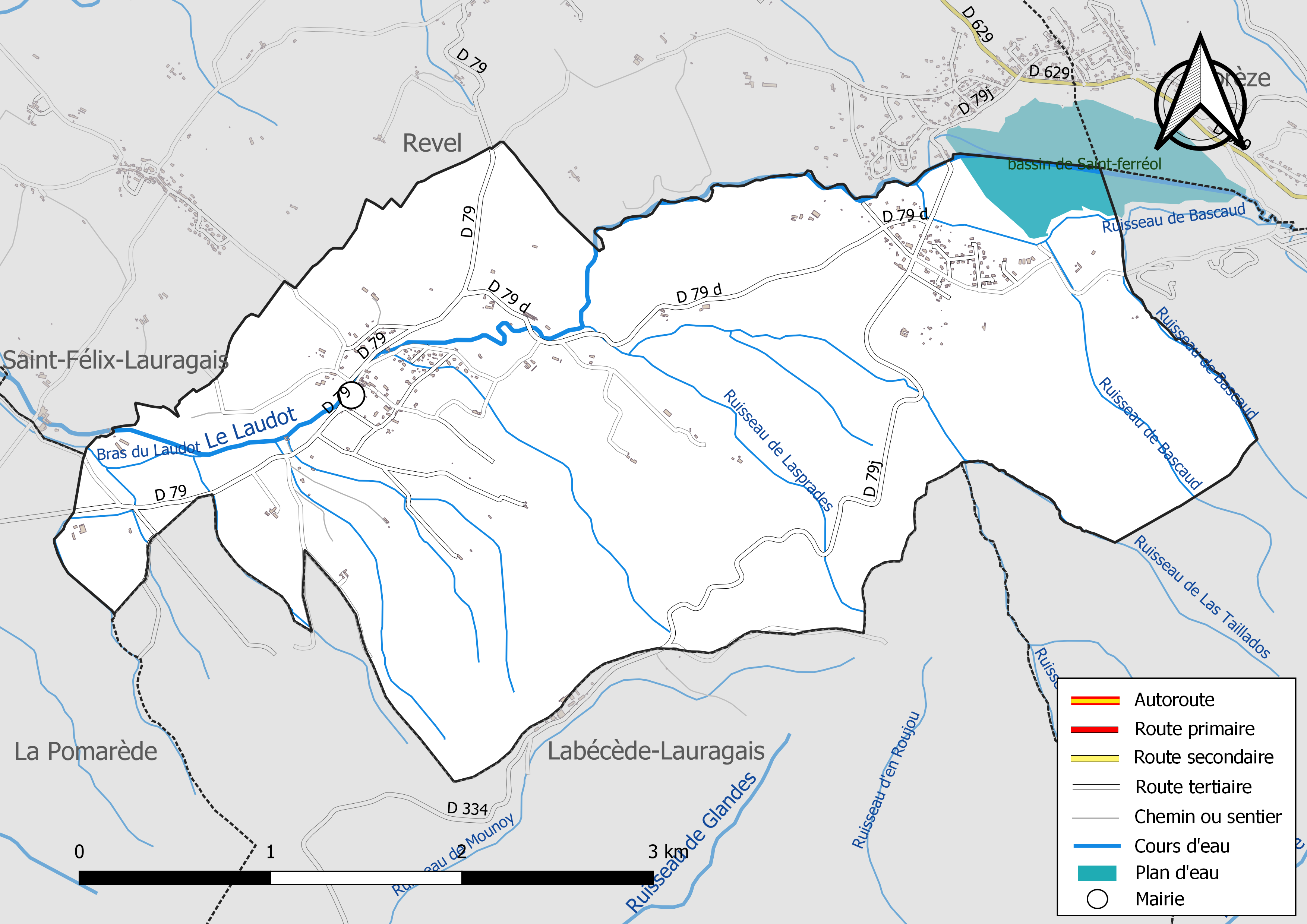
Réseaux hydrographique et routier de Vaudreuille.

### Climat
Pour des articles plus généraux, voir Climat de l'Occitanie et Climat de la Haute-Garonne.
En 2010, le climat de la commune est de type climat du Bassin du Sud-Ouest, selon une étude s'appuyant sur une série de données couvrant la période 1971-2000. En 2020, Météo-France publie une typologie des climats de la France métropolitaine dans laquelle la commune est exposée à un climat océanique altéré et est dans la région climatique Aquitaine, Gascogne, caractérisée par une pluviométrie abondante au printemps, modérée en automne, un faible ensoleillement au printemps, un été chaud (19,5 °C), des vents faibles, des brouillards fréquents en automne et en hiver et des orages fréquents en été (15 à 20 jours).
Pour la période 1971-2000, la température annuelle moyenne est de 13 °C, avec une amplitude thermique annuelle de 15,7 °C. Le cumul annuel moyen de précipitations est de 823 mm, avec 10,3 jours de précipitations en janvier et 5,5 jours en juillet. Pour la période 1991-2020, la température moyenne annuelle observée sur la station météorologique la plus proche, située sur la commune de Revel à 4 km à vol d'oiseau, est de 13,5 °C et le cumul annuel moyen de précipitations est de 892,6 mm,. Pour l'avenir, les paramètres climatiques de la commune estimés pour 2050 selon différents scénarios d'émission de gaz à effet de serre sont consultables sur un site dédié publié par Météo-France en novembre 2022.

### Milieux naturels et biodiversité

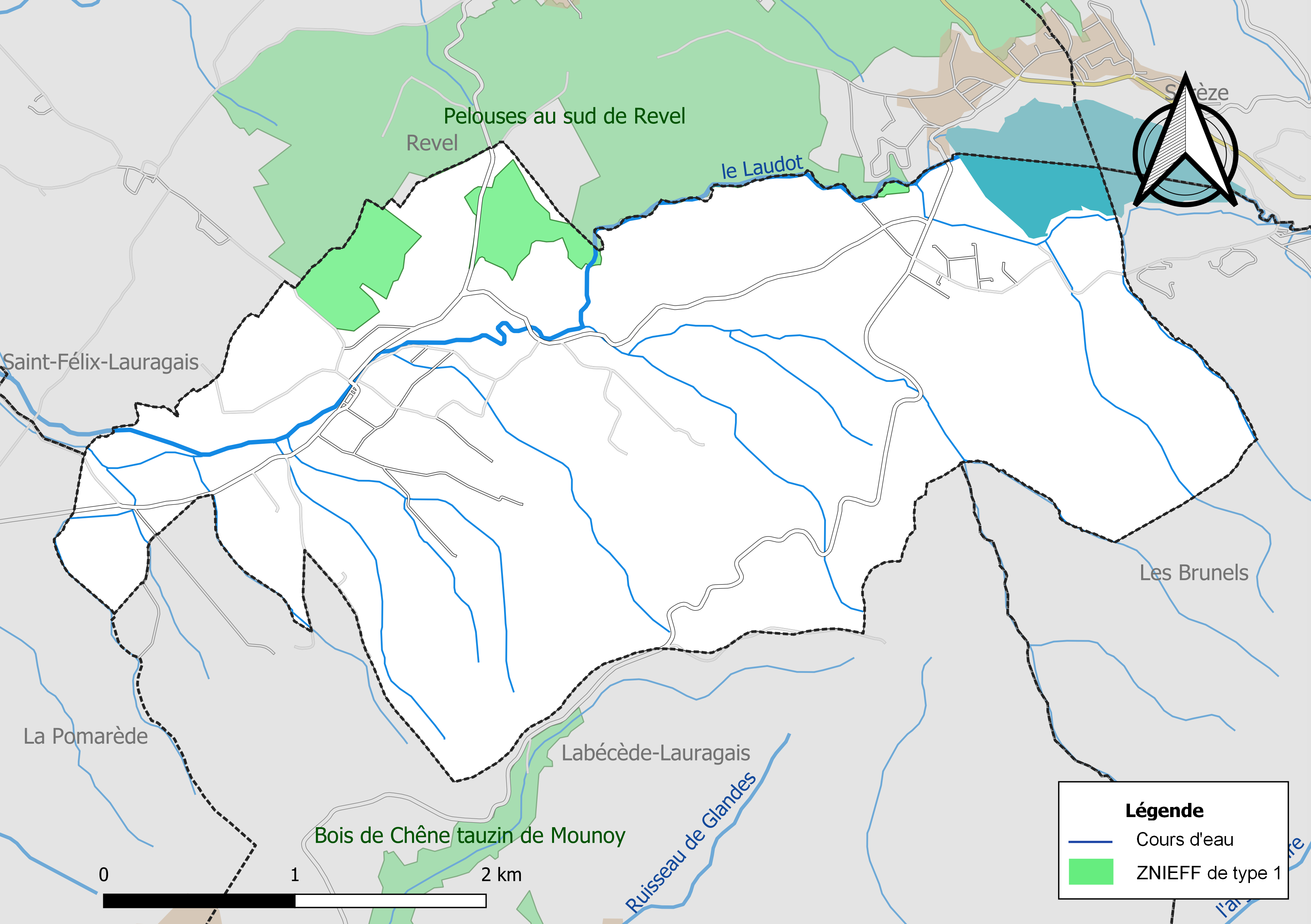
Carte de la ZNIEFF de type 1 localisée sur la commune.

L’inventaire des zones naturelles d'intérêt écologique, faunistique et floristique (ZNIEFF) a pour objectif de réaliser une couverture des zones les plus intéressantes sur le plan écologique, essentiellement dans la perspective d’améliorer la connaissance du patrimoine naturel national et de fournir aux différents décideurs un outil d’aide à la prise en compte de l’environnement dans l’aménagement du territoire.
Une ZNIEFF de type 1 est recensée sur la commune :
les « pelouses au sud de Revel » (415 ha), couvrant 3 communes dont deux dans la Haute-Garonne et une dans le Tarn et une ZNIEFF de type 2, : 
la « montagne Noire (versant Nord) » (31 971 ha), couvrant 37 communes dont 14 dans l'Aude, deux dans la Haute-Garonne, trois dans l'Hérault et 18 dans le Tarn.

## Urbanisme

### Typologie
Au 1er janvier 2024, Vaudreuille est catégorisée commune rurale à habitat dispersé, selon la nouvelle grille communale de densité à sept niveaux définie par l'Insee en 2022.
Elle est située hors unité urbaine. Par ailleurs la commune fait partie de l'aire d'attraction de Revel, dont elle est une commune de la couronne,. Cette aire, qui regroupe 16 communes, est catégorisée dans les aires de moins de 50 000 habitants,.

### Occupation des sols
L'occupation des sols de la commune, telle qu'elle ressort de la base de données européenne d’occupation biophysique des sols Corine Land Cover (CLC), est marquée par l'importance des territoires agricoles (46,1 % en 2018), en diminution par rapport à 1990 (52 %). La répartition détaillée en 2018 est la suivante : 
forêts (43,4 %), prairies (42 %), zones urbanisées (6,2 %), terres arables (4,1 %), milieux à végétation arbustive et/ou herbacée (2,2 %), eaux continentales (2,1 %). L'évolution de l’occupation des sols de la commune et de ses infrastructures peut être observée sur les différentes représentations cartographiques du territoire : la carte de Cassini (XVIIIe siècle), la carte d'état-major (1820-1866) et les cartes ou photos aériennes de l'IGN pour la période actuelle (1950 à aujourd'hui).

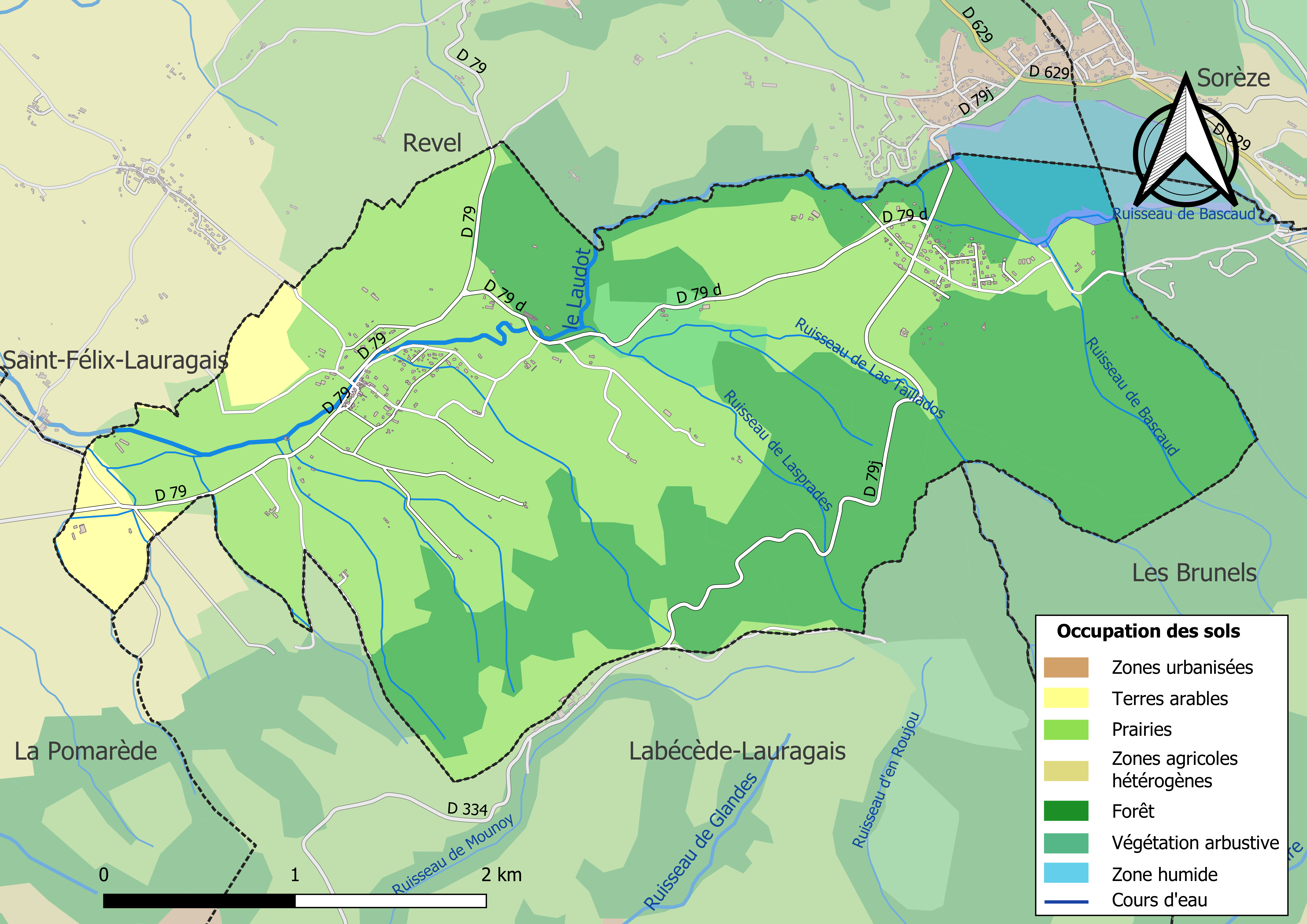
Carte des infrastructures et de l'occupation des sols de la commune en 2018 (CLC).

### Risques majeurs
Le territoire de la commune de Vaudreuille est vulnérable à différents aléas naturels : météorologiques (tempête, orage, neige, grand froid, canicule ou sécheresse), inondations, feux de forêts et séisme (sismicité très faible). Il est également exposé à un risque particulier : le risque de radon. Un site publié par le BRGM permet d'évaluer simplement et rapidement les risques d'un bien localisé soit par son adresse soit par le numéro de sa parcelle.

#### Risques naturels
Certaines parties du territoire communal sont susceptibles d’être affectées par le risque d’inondation par débordement de cours d'eau, notamment le Laudot. La commune a été reconnue en état de catastrophe naturelle au titre des dommages causés par les inondations et coulées de boue survenues en 1982, 1998, 1999, 2000 et 2009,.
Un plan départemental de protection des forêts contre les incendies a été approuvé par arrêté préfectoral du 25 septembre 2006. Vaudreuille est exposée au risque de feu de forêt du fait de la présence sur son territoire du massif de la Montagne noire. Il est ainsi défendu aux propriétaires de la commune et à leurs ayants droit de porter ou d’allumer du feu dans l'intérieur et à une distance de 200 mètres des bois, forêts, plantations, reboisements ainsi que des landes. L’écobuage est également interdit, ainsi que les feux de type méchouis et barbecues, à l’exception de ceux prévus dans des installations fixes (non situées sous couvert d'arbres) constituant une dépendance d'habitation,

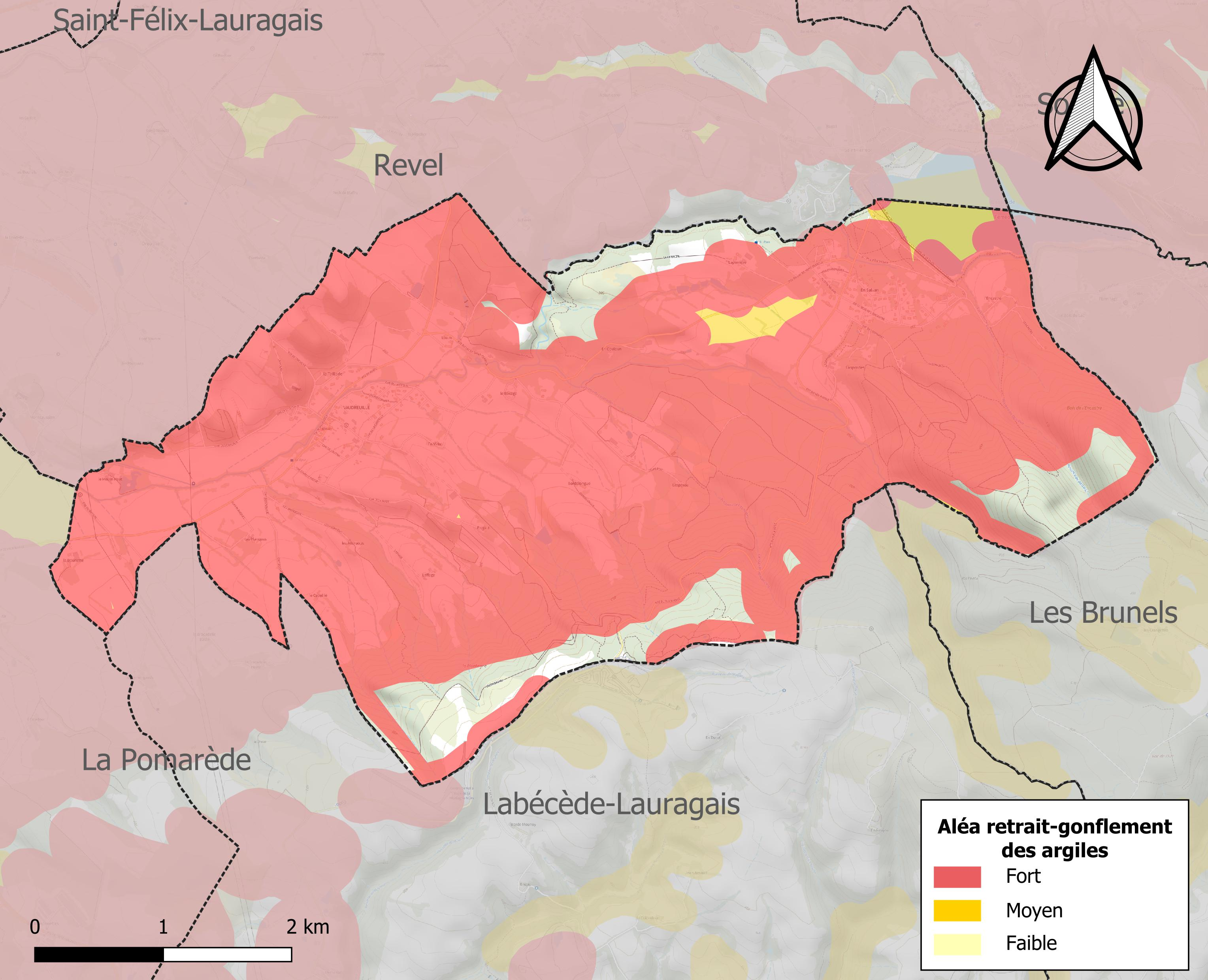
Carte des zones d'aléa retrait-gonflement des sols argileux de Vaudreuille.

Le retrait-gonflement des sols argileux est susceptible d'engendrer des dommages importants aux bâtiments en cas d’alternance de périodes de sécheresse et de pluie. 90,1 % de la superficie communale est en aléa moyen ou fort (88,8 % au niveau départemental et 48,5 % au niveau national). Sur les 179 bâtiments dénombrés sur la commune en 2019, 177 sont en aléa moyen ou fort, soit 99 %, à comparer aux 98 % au niveau départemental et 54 % au niveau national. Une cartographie de l'exposition du territoire national au retrait gonflement des sols argileux est disponible sur le site du BRGM,.
Par ailleurs, afin de mieux appréhender le risque d’affaissement de terrain, l'inventaire national des cavités souterraines permet de localiser celles situées sur la commune.
Concernant les mouvements de terrains, la commune a été reconnue en état de catastrophe naturelle au titre des dommages causés par la sécheresse en 1989 et 2003 et par des mouvements de terrain en 1999.

#### Risque particulier
Dans plusieurs parties du territoire national, le radon, accumulé dans certains logements ou autres locaux, peut constituer une source significative d’exposition de la population aux rayonnements ionisants. Certaines communes du département sont concernées par le risque radon à un niveau plus ou moins élevé. Selon la classification de 2018, la commune de Vaudreuille est classée en zone 3, à savoir zone à potentiel radon significatif.

## Histoire
Historiquement le village était nommé Saint-Martin (nom du saint de la chapelle), et se trouvait sur la rive gauche du Laudot. Mais la construction par Pierre-Paul Riquet du barrage du lac de Saint-Ferréol a permis d'éviter les crues, et le village de s'étendre sur les deux rives de la rivière.

## Politique et administration
| Période                                  | Période  | Identité         | Étiquette | Qualité              |
| ---------------------------------------- | -------- | ---------------- | --------- | -------------------- |
| Les données manquantes sont à compléter. |          |                  |           |                      |
| mars 2001                                | 2014     | Patrick Lamothe  |           |                      |
| 2014                                     | 2020     | Voltaire Dhennin | SE        | Agriculteur retraité |
| mars 2020                                | en cours | Jean Lagoutte    |           |                      |

Commune faisant partie de la septième circonscription de la Haute-Garonne.

## Démographie
L'évolution du nombre d'habitants est connue à travers les recensements de la population effectués dans la commune depuis 1793. Pour les communes de moins de 10 000 habitants, une enquête de recensement portant sur toute la population est réalisée tous les cinq ans, les populations de référence des années intermédiaires étant quant à elles estimées par interpolation ou extrapolation. Pour la commune, le premier recensement exhaustif entrant dans le cadre du nouveau dispositif a été réalisé en 2004.

En 2022, la commune comptait 385 habitants, en évolution de +2,12 % par rapport à 2016 (Haute-Garonne : +8,02 %, France hors Mayotte : +2,11 %).
| 1793 | 1800 | 1806 | 1821 | 1831 | 1836 | 1841 | 1846 | 1851 |
| ---- | ---- | ---- | ---- | ---- | ---- | ---- | ---- | ---- |
| 279  | 260  | 307  | 298  | 310  | 314  | 315  | 316  | 304  |

| 1856 | 1861 | 1866 | 1872 | 1876 | 1881 | 1886 | 1891 | 1896 |
| ---- | ---- | ---- | ---- | ---- | ---- | ---- | ---- | ---- |
| 292  | 299  | 280  | 267  | 238  | 250  | 235  | 224  | 216  |

| 1901 | 1906 | 1911 | 1921 | 1926 | 1931 | 1936 | 1946 | 1954 |
| ---- | ---- | ---- | ---- | ---- | ---- | ---- | ---- | ---- |
| 221  | 212  | 205  | 183  | 168  | 150  | 128  | 144  | 157  |

| 1962 | 1968 | 1975 | 1982 | 1990 | 1999 | 2004 | 2006 | 2009 |
| ---- | ---- | ---- | ---- | ---- | ---- | ---- | ---- | ---- |
| 152  | 139  | 118  | 170  | 246  | 261  | 320  | 332  | 346  |

| 2014 | 2019 | 2022 | - | - | - | - | - | - |
| ---- | ---- | ---- | - | - | - | - | - | - |
| 367  | 384  | 385  | - | - | - | - | - | - |

## Économie

### Revenus
En 2018  (données Insee publiées en septembre 2021), la commune compte 153 ménages fiscaux, regroupant 382 personnes. La médiane du revenu disponible par unité de consommation est de 22 810 € (23 140 € dans le département).

### Emploi
|                | 2008  | 2013  | 2018  |
| -------------- | ----- | ----- | ----- |
| Commune        | 3,9 % | 7,1 % | 7,3 % |
| Département    | 7,7 % | 9,6 % | 9,3 % |
| France entière | 8,3 % | 10 %  | 10 %  |

En 2018, la population âgée de 15 à 64 ans s'élève à 258 personnes, parmi lesquelles on compte 74,1 % d'actifs (66,8 % ayant un emploi et 7,3 % de chômeurs) et 25,9 % d'inactifs,. Depuis 2008, le taux de chômage communal (au sens du recensement) des 15-64 ans est inférieur à celui de la France et du département.
La commune fait partie de la couronne de l'aire d'attraction de Revel, du fait qu'au moins 15 % des actifs travaillent dans le pôle,. Elle compte 66 emplois en 2018, contre 77 en 2013 et 54 en 2008. Le nombre d'actifs ayant un emploi résidant dans la commune est de 175, soit un indicateur de concentration d'emploi de 37,7 % et un taux d'activité parmi les 15 ans ou plus de 61,3 %.
Sur ces 175 actifs de 15 ans ou plus ayant un emploi, 23 travaillent dans la commune, soit 13 % des habitants. Pour se rendre au travail, 93,2 % des habitants utilisent un véhicule personnel ou de fonction à quatre roues, 1,1 % les transports en commun, 2,8 % s'y rendent en deux-roues, à vélo ou à pied et 2,8 % n'ont pas besoin de transport (travail au domicile).

### Activités hors agriculture
35 établissements sont implantés  à Vaudreuille au 31 décembre 2019. Le tableau ci-dessous en détaille le nombre par secteur d'activité et compare les ratios avec ceux du département,.
| Secteur d'activité                                                                                        | Commune | Commune | Département |
| Secteur d'activité                                                                                        | Nombre  | %       | %           |
| --- | ------- | ------- | ----------- |
| Ensemble                                                                                                  | 35      |         |             |
| Industrie manufacturière, industries extractives et autres                                                | 3       | 8,6 %   | (5,7 %)     |
| Construction                                                                                              | 10      | 28,6 %  | (12 %)      |
| Commerce de gros et de détail, transports, hébergement et restauration                                    | 10      | 28,6 %  | (25,9 %)    |
| Information et communication                                                                              | 1       | 2,9 %   | (4,1 %)     |
| Activités immobilières                                                                                    | 4       | 11,4 %  | (4,2 %)     |
| Activités spécialisées, scientifiques et techniques et activités de services administratifs et de soutien | 2       | 5,7 %   | (19,8 %)    |
| Administration publique, enseignement, santé humaine et action sociale                                    | 4       | 11,4 %  | (16,6 %)    |
| Autres activités de services                                                                              | 1       | 2,9 %   | (7,9 %)     |

Le secteur du commerce de gros et de détail, des transports, de l'hébergement et de la restauration est prépondérant sur la commune puisqu'il représente 28,6 % du nombre total d'établissements de la commune (10 sur les 35 entreprises implantées  à Vaudreuille), contre 25,9 % au niveau départemental.

### Agriculture
La commune est dans le Lauragais, une petite région agricole occupant le nord-est du département de la Haute-Garonne, dont les coteaux portent des grandes cultures en sec avec une dominante blé dur et tournesol. En 2020, l'orientation technico-économique de l'agriculture  sur la commune est la polyculture et/ou le polyélevage.
|               | 1988 | 2000 | 2010 | 2020 |
| ------------- | ---- | ---- | ---- | ---- |
| Exploitations | 15   | 15   | 17   | 10   |
| SAU (ha)      | 396  | 360  | 339  | 235  |

Le nombre d'exploitations agricoles en activité et ayant leur siège dans la commune est passé de 15 lors du recensement agricole de 1988  à 15 en 2000 puis à 17 en 2010 et enfin à 10 en 2020, soit une augmentation de 33 % en 32 ans. Le même mouvement est observé à l'échelle du département qui a perdu pendant cette période 57 % de ses exploitations,. La surface agricole utilisée sur la commune a également diminué, passant de 396 ha en 1988 à 235 ha en 2020. Parallèlement la surface agricole utilisée moyenne par exploitation a baissé, passant de 26 à 24 ha.

## Culture locale et patrimoine

### Lieux et monuments
- La chapelle Saint-Martin est à l'écart du bourg et entourée du cimetière. Elle était une chapelle funéraire destinée à la famille des seigneurs de Vaudreuille jusqu'au milieu du XVIIIe siècle. Sa nef pourrait dater du XIe siècle. L'édifice est inscrit monument historique depuis 1996[34]. Elle possède aussi une peinture murale, sur un mur enduit à la chaux, datant du début du XVe siècle, et qui est classée monument historique à titre objet depuis 1948[35].
- L'église paroissiale Saint-Jean-Baptiste, située au bourg.
- Le Château de Rigaud, situé sur la rive droite du Laudot.
- lac de Saint-Ferréol

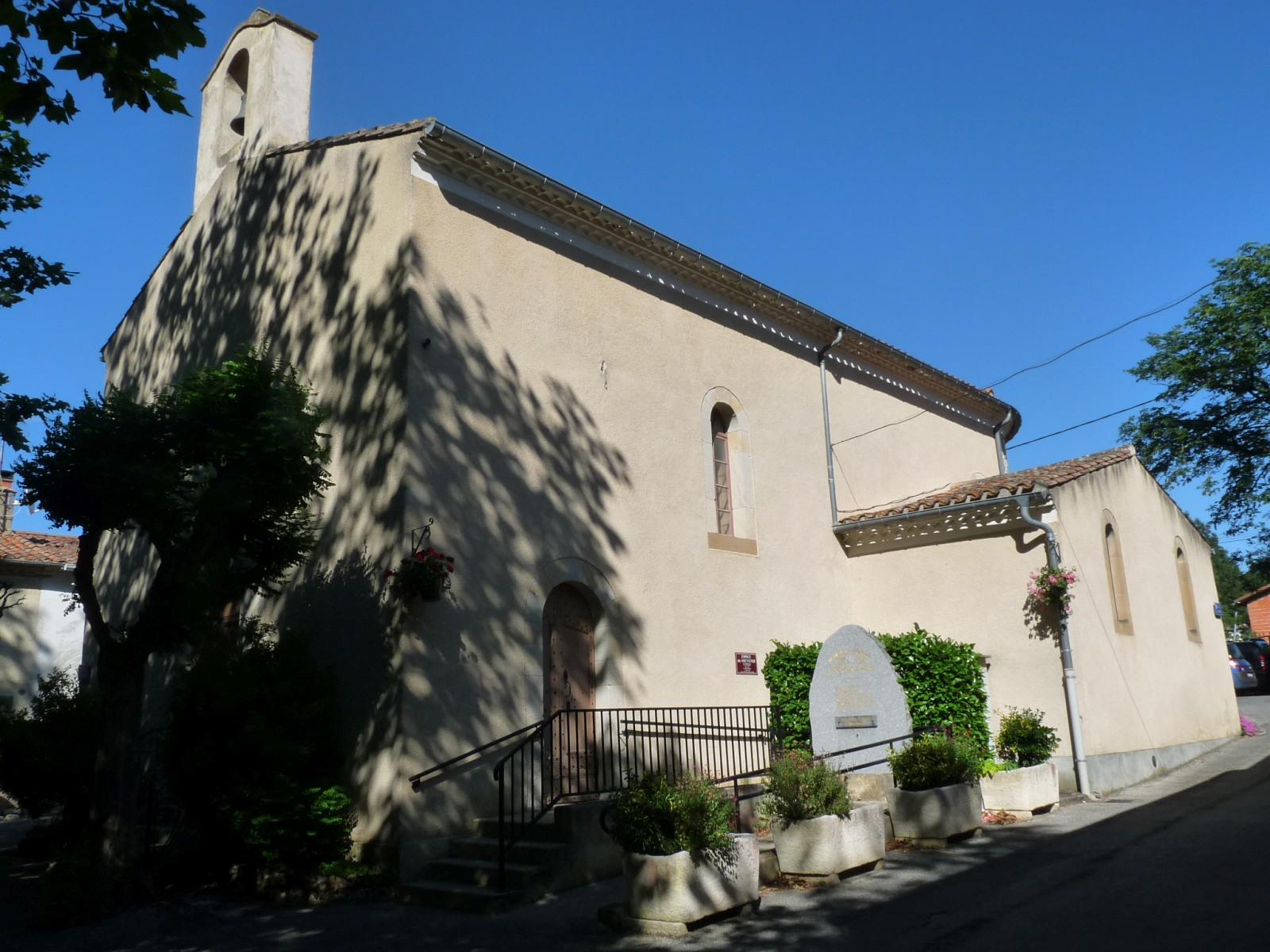
L'église Saint-Jean-Baptiste
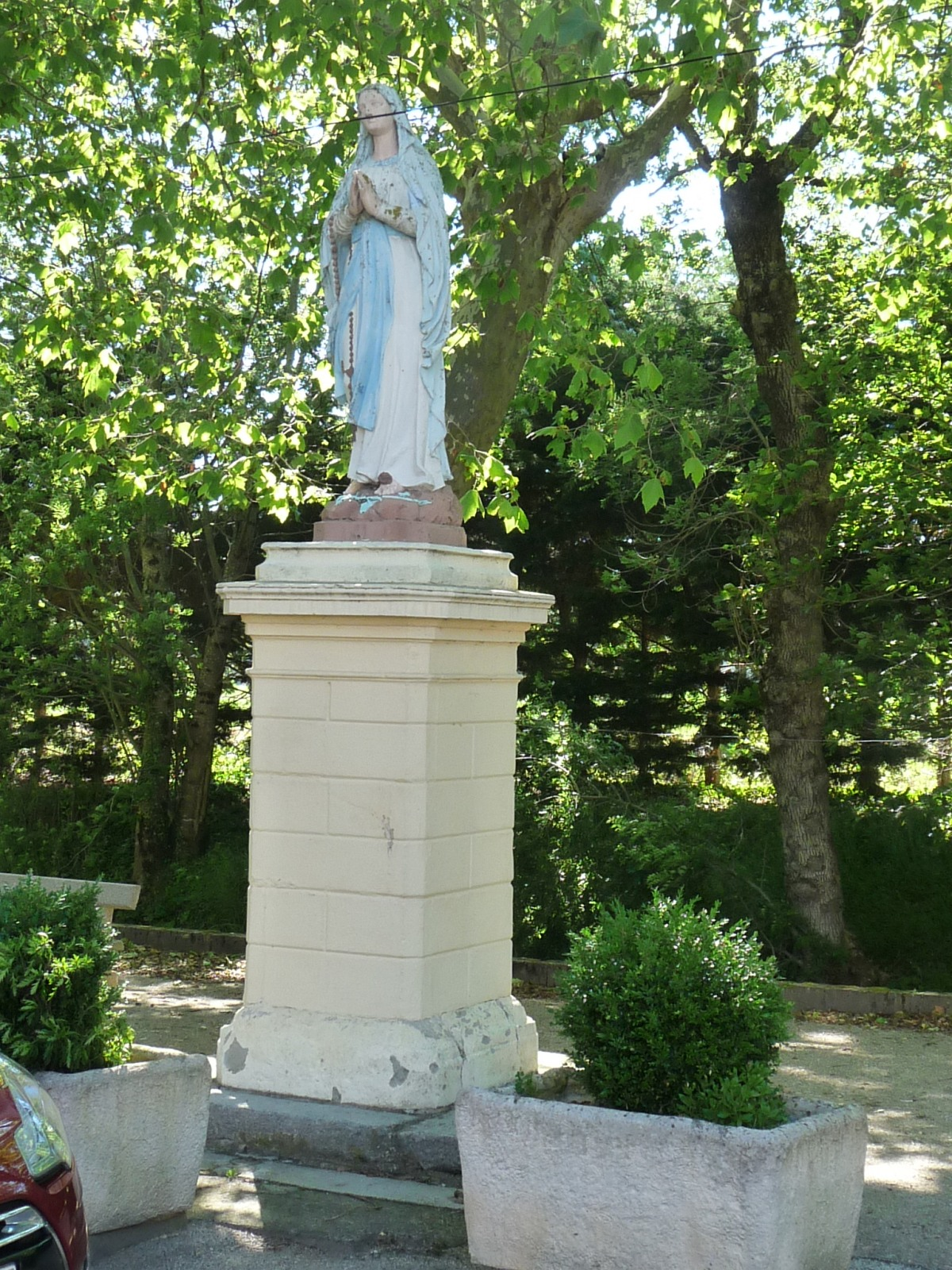
Statue de Notre-Dame de Lourdes
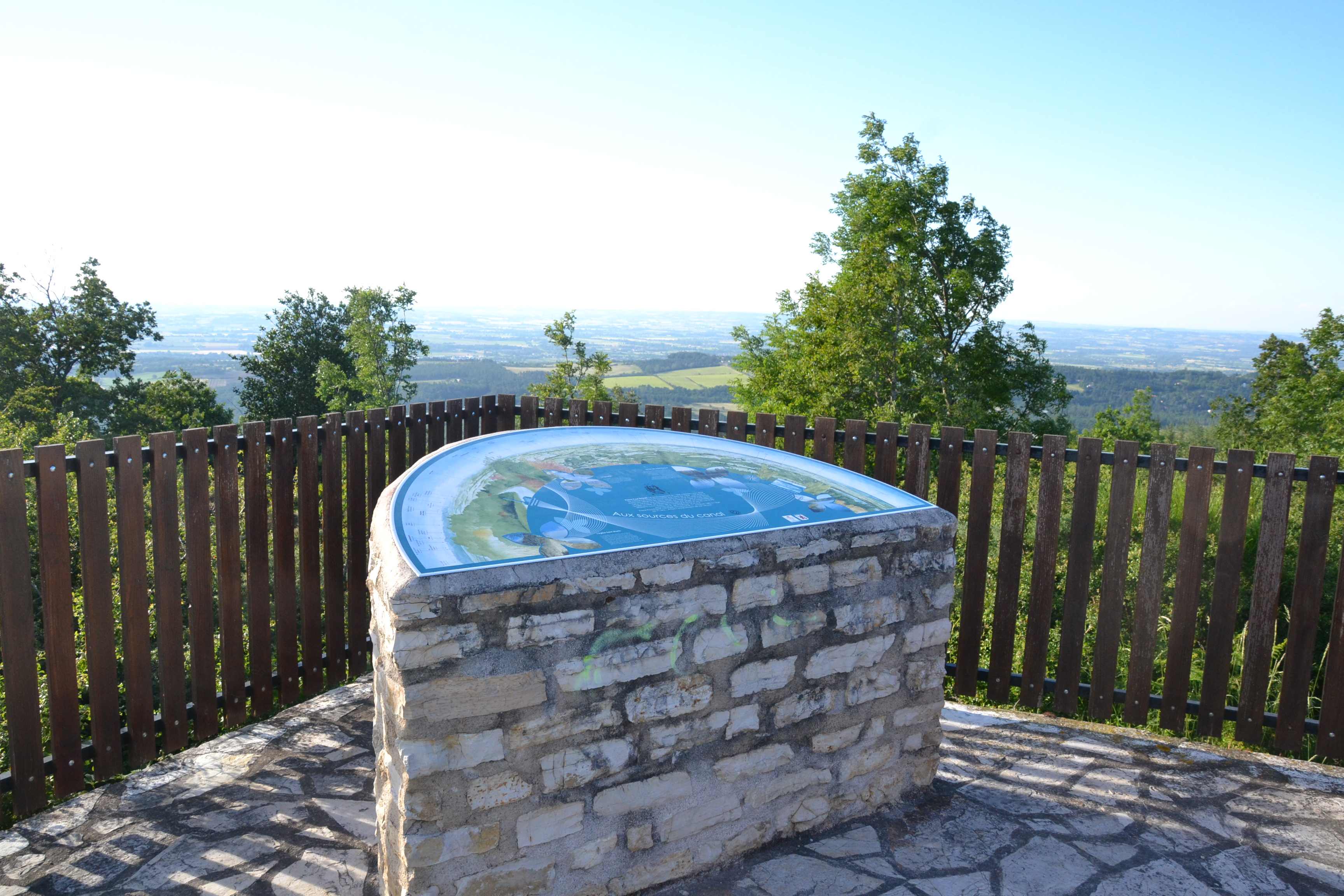
Table d'orientation sur les hauteurs de la commune

### Personnalités liées à la commune
- Philippe de Rigaud de Vaudreuil, gouverneur de la Nouvelle-France de 1703 à 1725, y est (probablement) né vers 1643.

### Héraldique
| Blason de Vaudreuille | Blason  | D'argent au lion de gueules accompagné de huit écussons de gueules à la fasce d'argent ordonnés en orle. |
| Blason de Vaudreuille | Détails | Le statut officiel du blason reste à déterminer.                                                         |